# Forças Terrestres Israelenses
As Forças Terrestres Israelenses (português brasileiro) ou Forças Terrestres Israelitas (português europeu) (em hebraico:  זרוע היבשה) é o braço terrestre das Forças de Defesa de Israel.
O exército de Israel foi criado por ordens de David Ben-Gurion, em 26 de maio de 1948, que formou as Forças de Defesa do país através de um exército de conscritos formados a partir do grupo paramilitar Haganah, incorporando também militantes das organizações Irgun e Lehi. Ao longo da história, travou batalhas em todas as fronteiras de Israel, contra países e organizações como Líbano, Hezbollah, Síria, Jordânia, Iraque, Egito e, com mais consistência, nos Territórios Palestinos, contra grupos como o Hamas e o Fatah.
O exército de Israel recebe vasto apoio, material e financeiro, de nações estrangeiras, principalmente dos Estados Unidos (seu principal aliado) e da Alemanha. Porém sua indústria doméstica também é muito forte, incluindo a construção de veículos blindados, tanques, rifles (como o IMI Galil, o IWI Tavor e a Uzi) e outros equipamentos de alta tecnologia (como mísseis, radares e outros arpetrechos). Entre suas principais empresas estão a Elbit Systems, a Rafael Advanced Defense Systems, o Israel Military Industries e o Israel Weapon Industries.

## Imagens

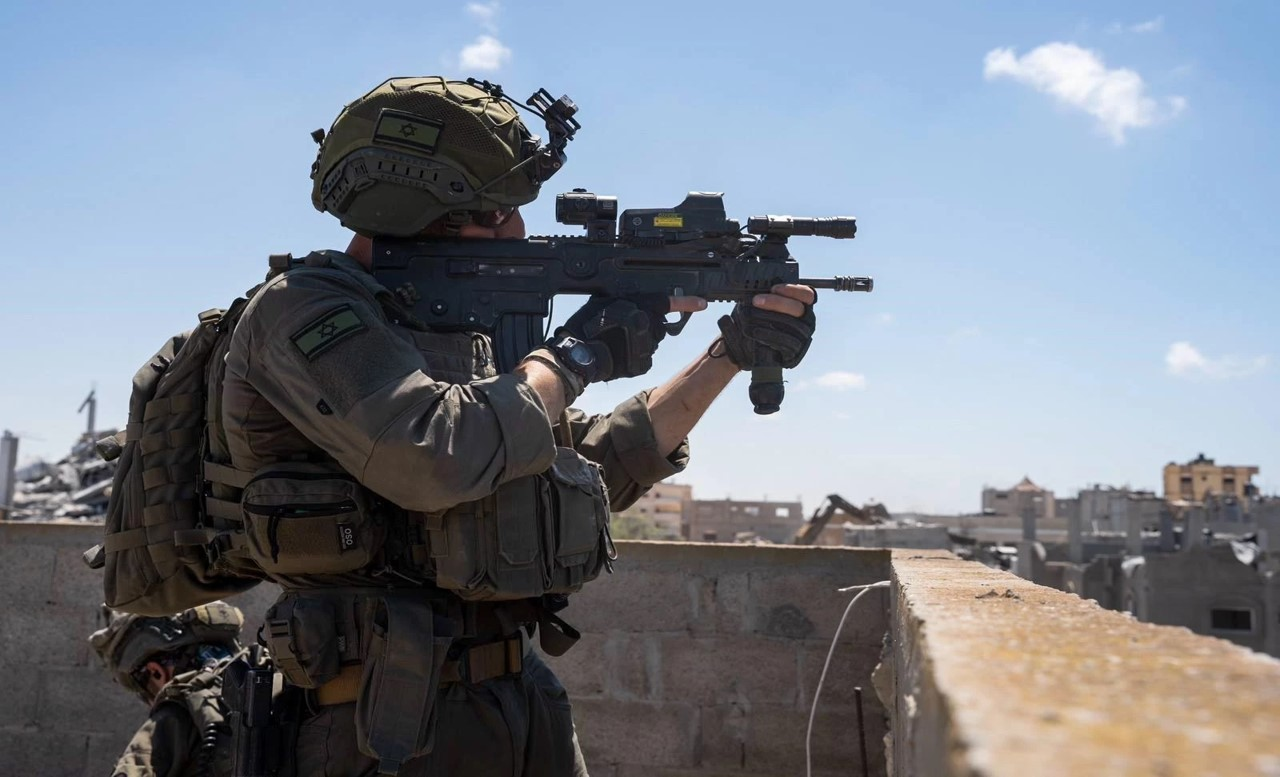
Militar da Brigada Givati durante a Guerra Israel-Hamas.
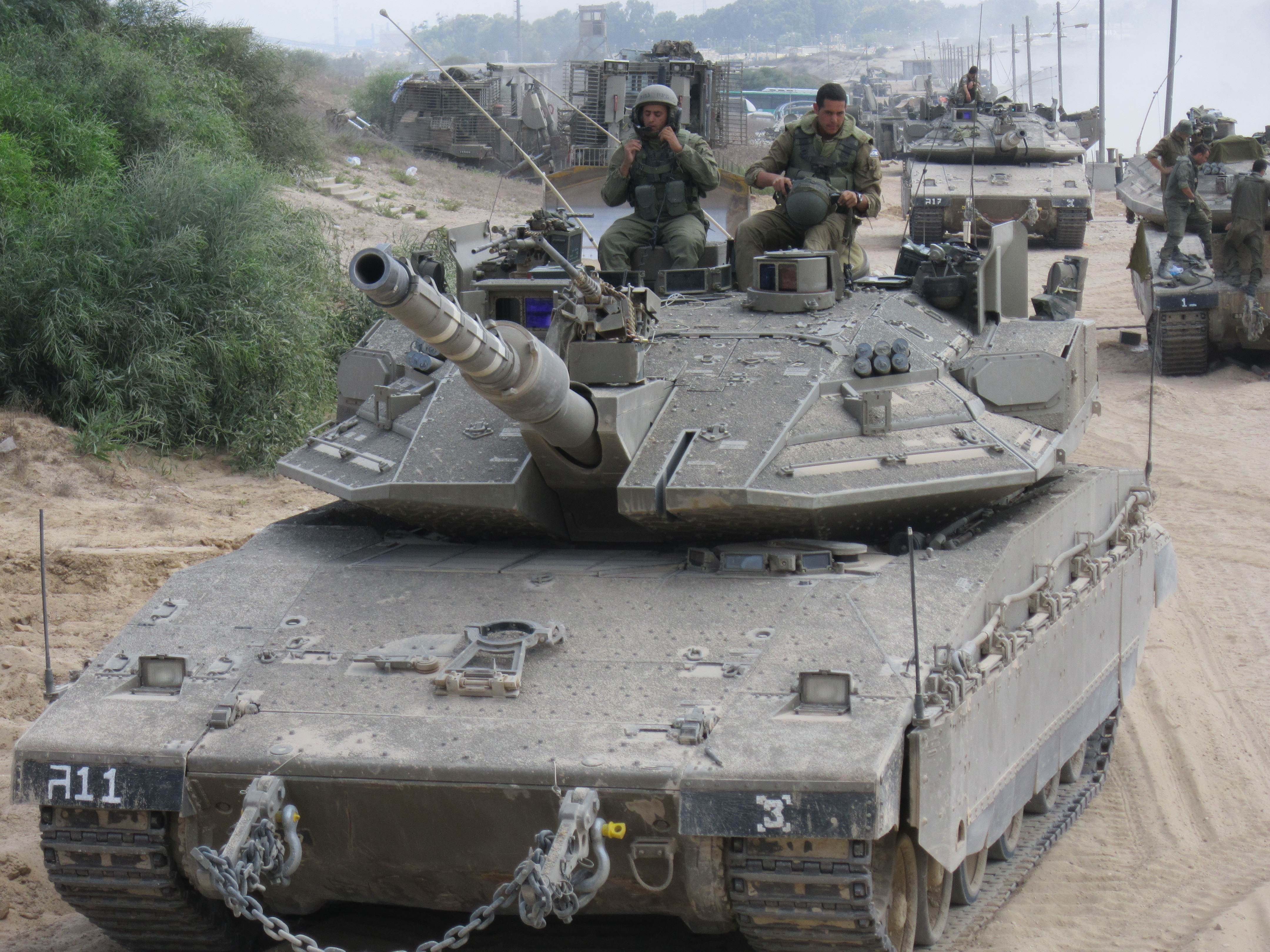
Uma coluna de blindados israelenses da 401 Divisão, em 2014, liderada por tanques Merkava Mk IVm.
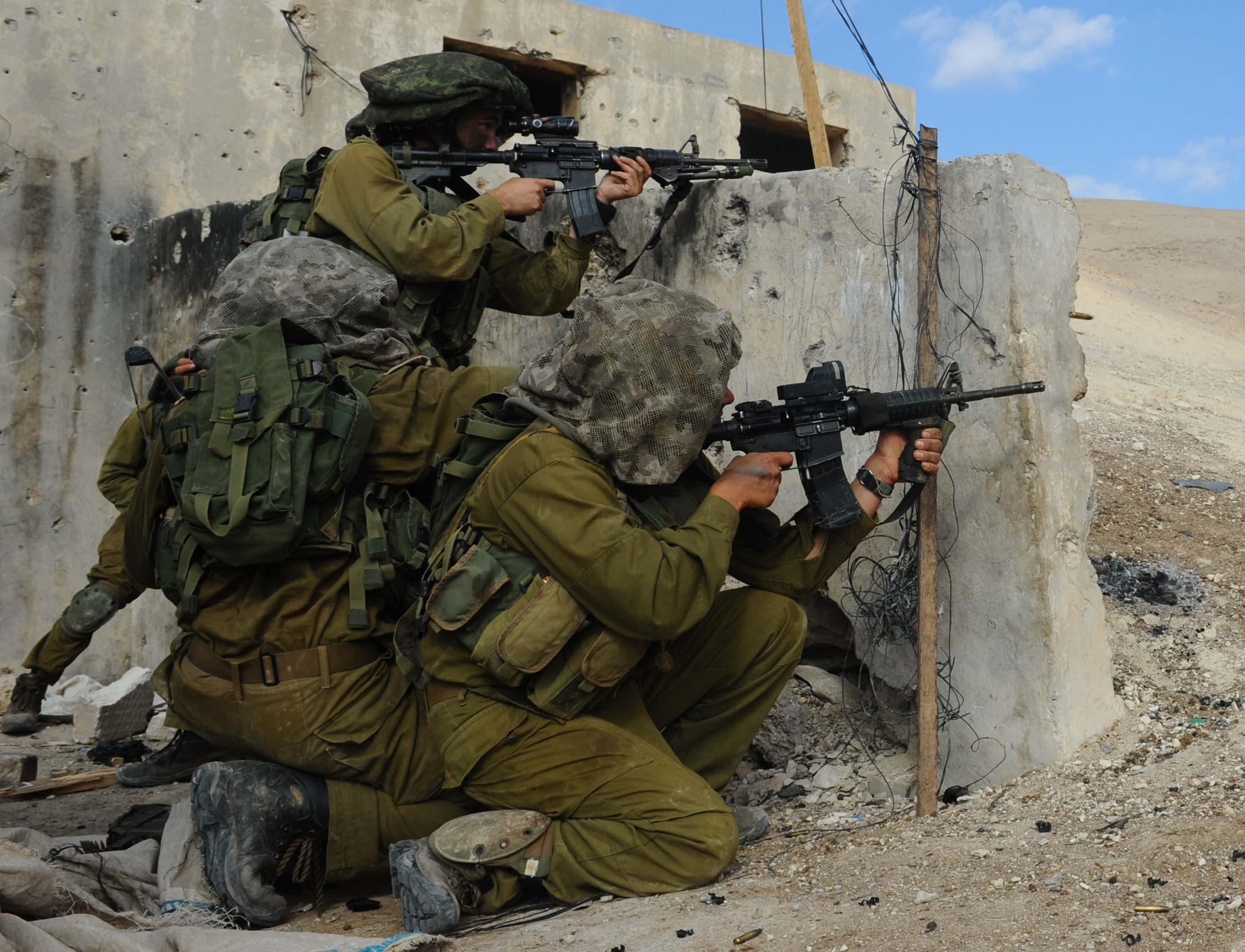
Paraquedistas israelenses.
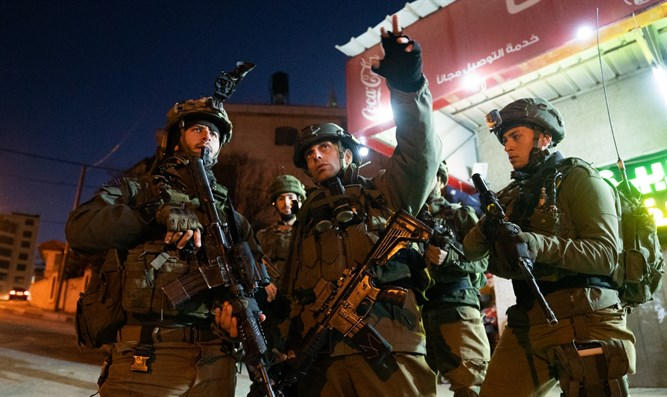
Soldados da companhia Netzah Yehuda.
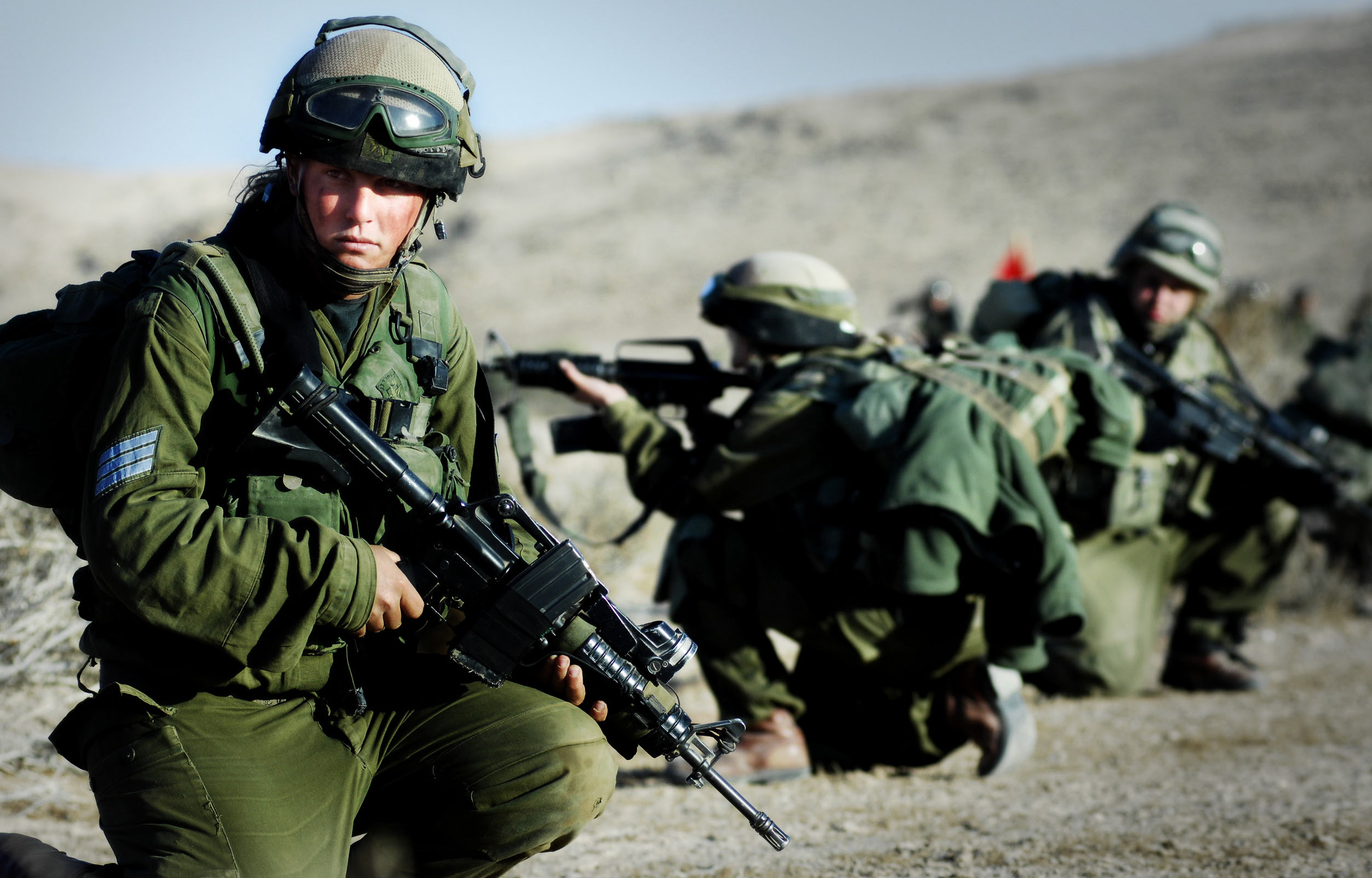
O Batalhão Caracal, uma unidade unissex, que atua em missões de segurança de rotina.